# 黑伯茨豪森
黑伯茨豪森是德国巴伐利亚州的一个市镇。总面积29.57平方公里，总人口5354人，其中男性2664人，女性2690人（2011年12月31日），人口密度181人/平方公里。